# Nkhiphitheni Matombo
Nkhiphitheni Matombo (31 de janeiro de 1977) é um ex-futebolista profissional sul-africano que atuava como defensor.

## Carreira
Nkhiphitheni Matombo representou a Seleção Sul-Africana de Futebol, nas Olimpíadas de 2000. 